# 風引湯
風引湯屬於中醫方劑的治風劑，出自《金匱要略·中風歷節病脈證并治第五》，由12味中藥組成，是用以治療中風、癇病、腳氣的方劑。本方由於主治中風牽引而導致筋脈拘急瘛瘲，故命名為風引湯。
本方的組成包括大黃、乾薑、龍骨、桂枝、甘草、牡蠣、滑石、石膏、寒水石、赤石脂、白石脂、紫石英。
焦氏常用本方加香附，治療中風後遺半身不遂。由於《千金要方》有「紫石煮散」，《外台秘要》有「紫石湯」，組成與本方相同，故程雲來的《金匱直解》認為風引湯是宋人校正《金匱要略》時，將唐人的方子附入書中，並非張仲景方。。